# Мъжки национален отбор по волейбол на Беларус
Мъжкият национален отбор по волейбол на Беларус представя страната на международни турнири, състезания и приятелски мачове. Към началото на 2019 г. отборът е на 50-о място в световната ранглиста. 
Мъжкият волейболен отбор на Беларус няма класирания на световни, европейски или олимпийски игри, както и участия в Световната купа и Световната лига. Участв в Европейската лига по волейбол през 2008 г. където завършва пети.